# Winfried Zunker
Winfried Joachim Zunker (ur. 18 września 1917, zm. 25 stycznia 1949 w Łodzi) – zbrodniarz nazistowski, członek załogi niemieckiego obozu koncentracyjnego Gross-Rosen i SS-Oberscharführer. 

## Życiorys
Z zawodu ogrodnik. Członek SS od 1936. W czasie II wojny światowej walczył na froncie w szeregach Dywizji SS Leibstandarte Adolf Hitler, a następnie pełnił służbę w Sicherheitspolizei we Wrocławiu. Od sierpnia 1944 Zunker był kierownikiem podobozu KL Gross-Rosen – Görlitz.
Za mordowanie i maltretowanie więźniów Gorlitz skazany został 1 czerwca 1948 wraz ze starszym obozu Hermannem Czechem przez sąd w Łodzi na karę śmierci. Wyrok wykonano przez powieszenie 25 stycznia 1949 w Łodzi.